# Chacas
Chacas, gegründet als San Martin de Chacas, ist Verwaltungssitz des gleichnamigen Distrikts und Hauptstadt der Provinz Asunción in der Region Ancash in Peru.
Die Stadt liegt in der zentral-östlichen Ancash-Region auf einer durchschnittlichen Höhe von 3359 Metern.
Chacas zählte im Jahr 2017 1988 Einwohner, 10 Jahre zuvor waren es noch 2082. Der namengebende Distrikt, mit einer Bevölkerung von 4563 Einwohnern (Stand 2017), befindet sich auf der westlichen Seite des Flusses Río Marañón und erstreckt sich über 447,69 km², die 85 % der Provinz ausmachen.

## Geschichte
Die Bevölkerung in der Region um Chacas geht vermutlich auf die Chavín-Kultur zurück, mit Einflüssen der Pashash-Kultur aus dem Norden, der Huari, einer ethnischen Gruppe, die später von der Inka-Kultur dominiert wurde.
Nach der Ankunft der Spanier in Peru gründeten Missionare eines Augustiner Ordens 1570 eine Jesuitenreduktion, die sich zu einem wichtigen Zentrum des Bergbaus bis zur Mitte des 20. Jahrhunderts entwickelte.

## Kultur
Die Bauten der Altstadt im andalusischen Stil sind noch weitgehend erhalten.
Die wichtigsten in Chacas begangenen Feste und Feiertage sind Ostern, die Tourismus-Woche im August, das Fest Mariä Himmelfahrt, das vom 13. bis zum 22. August gefeiert wird, das Don-Bosco-Fest, das Fest San Martin de Porres im gleichnamigen Stadtteil und das Fest des Erzengel Michael in Chinchurajra.
Gepflegt werden noch die rituellen Tänze aus dem kulturellen Erbe der indigenen Vorfahren Chacas.